# Estádio Antônio Pereira Braga
O Estádio Municipal Antônio Pereira Braga é um estádio de futebol localizado na cidade de José Bonifácio, no estado de São Paulo, pertence à Prefeitura e tem capacidade para 4.660 pessoas.

## História
O estádio foi inaugurado com um jogo amistoso entre A.E. José Bonifácio x América F.C. também da cidade, porém a data, o resultado e quem fez o primeiro gol, está em pesquisa. O estádio possui iluminação para jogos noturnos que foi provavelmente inaugurada em 11 de março de 1979. 
O nome do estádio é uma homenagem à pessoa que doou o terreno para fazer o estádio.